# Waipahu
Waipahu és una concentració de població designada pel cens dels Estats Units a l'estat de Hawaii. Segons el cens del 2000 tenia 33.108 habitants.

## Demografia
Segons el cens del 2000, Waipahu tenia 33.108 habitants, 7.566 habitatges, i 6.430 famílies La densitat de població era de 4974,08 habitants per km².
Dels 7.566 habitatges en un 36,2% hi vivien nens de menys de 18 anys, en un 59,8% hi vivien parelles casades, en un 18,1% dones solteres, i en un 15,0% no eren unitats familiars. En l'11,1% dels habitatges hi vivien persones soles el 6,0% de les quals corresponia a persones de 65 anys o més que vivien soles. El nombre mitjà de persones vivint en cada habitatge era de 4,23 i el nombre mitjà de persones que vivien en cada família era de 4,37.
Per edats la població es repartia de la següent manera: un 26,4% tenia menys de 18 anys, un 9,7% entre 18 i 24, un 26,7% entre 25 i 44, un 21,4% de 45 a 64 i un 15,8% 65 anys o més.
L'edat mediana era de 35,5 anys. Per cada 100 dones hi havia 97,59 homes. Per cada 100 dones de 18 o més anys hi havia 95,29 homes.
La renda mediana per habitatge era de 49.444 $ i la renda mediana per família de 51.855 $. Els homes tenien una renda mediana de 28.295 $ mentre que les dones 23.818 $. La renda per capita de la població era de 14.484 $. Aproximadament el 10,6% de les famílies i el 13,8% de la població estaven per davall del llindar de pobresa.

## Poblacions més properes
El següent diagrama mostra les poblacions més properes.